# Petr Jirásko
Petr Jirásko (* 23. února 1969) je bývalý český fotbalista, útočník.

## Fotbalová kariéra
Hrál za Spartak Hradec Králové, FK Jablonec, AFK Chrudim a VfB Zittau. V československé a české lize nastoupil ve 25 utkáních a dal 1 gól. Dorostenecký mistr České republiky v roce 1986.

## Ligová bilance
| Ročník                                   | Zápasy | Góly | Klub                       |
| ---------------------------------------- | ------ | ---- | -------------------------- |
| 1. československá fotbalová liga 1987/88 | 7      | 0    | TJ Spartak Hradec Králové  |
| 1. československá fotbalová liga 1990/91 | 18     | 1    | SKP Spartak Hradec Králové |
| CELKEM                                   | 25     | 1    |                            |